# Hartsville (Nueva York)
Hartsville es un pueblo ubicado en el condado de Steuben en el estado estadounidense de Nueva York. En el año 2000 tenía una población de 585 habitantes y una densidad poblacional de 6.2 personas por km².

## Geografía
Hartsville se encuentra ubicado en las coordenadas 42°14′50″N 77°41′34″O / 42.24722, -77.69278.

## Demografía
Según la Oficina del Censo en 2000 los ingresos medios por hogar en la localidad eran de $40,568, y los ingresos medios por familia eran $42,656. Los hombres tenían unos ingresos medios de $29,375 frente a los $18,654 para las mujeres. La renta per cápita para la localidad era de $17,667. Alrededor del 12.3% de la población estaban por debajo del umbral de pobreza.